# Sportjahr 2001
Liste der Sportjahre

◄◄ | ◄ | 1997 | 1998 | 1999 | 2000 | Sportjahr 2001 | 2002 | 2003 | 2004 | 2005 | ► | ►►

Weitere Ereignisse

## American Football
- 28. Januar – Die Baltimore Ravens gewinnen den Super Bowl XXXV in Tampa, Florida, gegen die New York Giants mit 34:7.
- 18. August – Die Nationalmannschaft Deutschlands gewinnt in Hanau gegen Finnland mit 19-7 die Europameisterschaft.
- 6. Oktober – Die Hamburg Blue Devils gewinnen den German Bowl XXIII im Niedersachsenstadion in Hannover gegen die Braunschweig Lions mit 31:13.

## Badminton
Höhepunkte des Badmintonjahres 2001 waren die Weltmeisterschaft und der Sudirman Cup.

### World Badminton Grand Prix
| Veranstaltung  | Herreneinzel      | Dameneinzel              | Herrendoppel                        | Damendoppel                   | Mixed                           |
| -------------- | ----------------- | ------------------------ | ----------------------------------- | ----------------------------- | ------------------------------- |
| Korea Open     | Peter Gade        | Camilla Martin           | Ha Tae-kwon Kim Dong-moon           | Huang Nanyan Yang Wei         | Kim Dong-moon Ra Kyung-min      |
| All England    | Pullela Gopichand | Gong Zhichao             | Tony Gunawan Halim Haryanto         | Gao Ling Huang Sui            | Zhang Jun Gao Ling              |
| Swiss Open     | Roslin Hashim     | Pi Hongyan               | Michael Søgaard Jim Laugesen        | Ra Kyung-min Lee Kyung-won    | Jens Eriksen Mette Schjoldager  |
| Japan Open     | Roslin Hashim     | Zhou Mi                  | Candra Wijaya Sigit Budiarto        | Gao Ling Huang Sui            | Bambang Suprianto Minarti Timur |
| Malaysia Open  | Ong Ewe Hock      | Gong Ruina               | Candra Wijaya Sigit Budiarto        | Huang Nanyan Yang Wei         | Bambang Suprianto Emma Ermawati |
| Indonesia Open | Marleve Mainaky   | Ellen Angelina           | Candra Wijaya Sigit Budiarto        | Deyana Lomban Vita Marissa    | Tri Kusharyanto Emma Ermawati   |
| Singapur Open  | Taufik Hidayat    | Zhang Ning               | Tony Gunawan Halim Haryanto         | Zhang Jiewen Wei Yili         | Jens Eriksen Mette Schjoldager  |
| US Open        | Lee Hyun-il       | Ra Kyung-min             | Kang Kyung-jin Park Young-duk       | Kim Kyeung-ran Ra Kyung-min   | Mathias Boe Majken Vange        |
| China Open     | Xia Xuanze        | Zhou Mi                  | Zhang Wei Zhang Jun                 | Zhang Jiewen Wei Yili         | Liu Yong Chen Lin               |
| Hong Kong Open | Shon Seung-mo     | Sujitra Ekmongkolpaisarn | Lee Dong-soo Yoo Yong-sung          | Liu Zhen Xiao Luxi            | Kim Dong-moon Ra Kyung-min      |
| German Open    | Kenneth Jonassen  | Pi Hongyan               | Michael Søgaard Jim Laugesen        | Rikke Olsen Helene Kirkegaard | Michael Søgaard Rikke Olsen     |
| Dutch Open     | Lee Tsuen Seng    | Mia Audina               | Jon Holst-Christensen Jesper Larsen | Anastasia Russkikh Xu Huaiwen | Gail Emms Nathan Robertson      |
| Denmark Open   | Bao Chunlai       | Camilla Martin           | Martin Lundgaard Hansen Lars Paaske | Helene Kirkegaard Rikke Olsen | Tri Kusharyanto Emma Ermawati   |
| Thailand Open  | Yong Hock Kin     | Tracey Hallam            | Sigit Budiarto Luluk Hadiyanto      | Eny Erlangga Jo Novita        | Candra Wijaya Jo Novita         |

## Leichtathletik
- 24. April – Brahim Boulami, Marokko, lief die 3000 Meter Hindernis der Herren in 7:55,28 Minuten.
- 28. April – Stacy Dragila, USA, erreichte im Stabhochsprung der Damen 4,70 Meter.
- 27. Mai – Roman Šebrle, Tschechoslowakei, erreichte im Zehnkampf der Herren 9026 Punkte.
- 30. Mai – Naoko Takahashi, Japan, lief den Marathon der Damen in 2:19:46 Stunden.
- 7. Juni – Catherine Ndereba, Kenia, lief den Marathon der Damen in 2:18:47 Stunden.
- 9. Juni – Stacy Dragila, USA, erreichte im Stabhochsprung der Damen 4,81 Meter.
- 1. Juli – Osleidys Menéndez, Kuba, erreichte im Speerwurf der Damen 71,54 Meter.
- 9. Juli – Justyna Bąk, Polen, lief die 3000 Meter Hindernis der Damen in 9:25,3 Minuten.
- 24. August – Brahim Boulami, Marokko, lief die 3000 Meter Hindernis der Herren in 7:55,3 Minuten.
- 30. September – Naoko Takahashi, Japan, lief den Marathon der Damen in 2:19:46 Stunden.
- 7. Oktober – Catherine Ndereba, Kenia, lief den Marathon der Damen in 2:18:47 Stunden.

## Motorradsport

### Motorrad-Weltmeisterschaft
- Motorrad-Weltmeisterschaft 2001

#### 500-cm³-Klasse
- In der letztmals ausgetragenen 500-cm³-Klasse gewinnt der 22-jährige Italiener Valentino Rossi auf Honda den insgesamt dritten WM-Titel seiner Laufbahn. Er setzt sich gegen seine Landsmänner Max Biaggi (Yamaha) und Loris Capirossi (Honda) durch. In der Konstrukteurswertung gewinnt Honda vor Yamaha und Suzuki.

#### 250-cm³-Klasse
- In der 250-cm³-Klasse gewinnt der 25-jährige Japaner Daijirō Katō auf Honda vor seinem Landsmann Tetsuya Harada (Aprilia) und dem Italiener Marco Melandri (Honda) den WM-Titel. In der Konstrukteurswertung setzt sich Honda gegen Aprilia und Yamaha durch.

#### 125-cm³-Klasse
- Den WM-Titel in der Achtelliterklasse gewinnt der 18-jährige San-Mrinese Manuel Poggiali auf Gilera. Zweiter wird der Japaner Yōichi Ui (Derbi), Dritter der Spanier Toni Elías auf Honda. In der Konstrukteurswertung siegt Honda vor Aprilia und Gilera.

### Superbike-Weltmeisterschaft
- Der 32-jährige Australier Troy Bayliss gewinnt auf Ducati vor dem US-Amerikaner Colin Edwards (Honda) und dessen Landsmann Ben Bostrom (Ducati) die Fahrerwertung. In der Konstrukteurswertung setzt sich Ducati vor Honda und Aprilia durch.

Details: Superbike-Weltmeisterschaft 2001

### Supersport-Weltmeisterschaft
- Der 25-jährige Australier Andrew Pitt gewinnt auf Kawasaki vor dem Italiener Paolo Casoli und dem Deutschen Jörg Teuchert (beide Yamaha) die Fahrerwertung. In der Konstrukteurswertung setzt sich Yamaha gegen Honda und Kawasaki durch.

Details: Supersport-Weltmeisterschaft 2001

## Tischtennis
- Tischtennisweltmeisterschaft 2001   23. April bis zum 6. Mai in Osaka (Japan)

## Geboren

### Januar
- 01. Januar: Kim Sindermann, deutsche Fußballspielerin
- 02. Januar: Ahmed Eid, ägyptischer Fußballspieler
- 03. Januar: Patrick Chinyemba, sambischer Boxer
- 03. Januar: Ilir Qela, deutscher Fußballspieler
- 04. Januar: Ally Wollaston, neuseeländische Radsportlerin
- 05. Januar: Xavier Amaechi, englischer Fußballspieler
- 07. Januar: Dennis Foggia, italienischer Motorradrennfahrer
- 09. Januar: Mohammed Dwedar, palästinensischer Leichtathlet
- 09. Januar: Eric García, spanischer Fußballspieler
- 09. Januar: Rodrygo, brasilianischer Fußballspieler
- 11. Januar: Wiktor Zieliński, polnischer Poolbillardspieler
- 12. Januar: Sam LaPorta, US-amerikanischer American-Football-Spieler
- 14. Januar: Albin Berisha, kosovarischer Fußballspieler
- 14. Januar: Falko Michel, deutscher Fußballspieler
- 14. Januar: Anssi Suhonen, finnischer Fußballspieler
- 16. Januar: Laura Zolper, deutsche Basketballspielerin
- 18. Januar: Merveille Papela, deutscher Fußballspieler
- 18. Januar: Celine Rieder, deutsche Schwimmerin
- 19. Januar: Noah Ganaus, deutscher Fußballspieler
- 19. Januar: Jaakko Tapanainen, finnischer Skirennläufer
- 23. Januar: Olga Danilović, serbische Tennisspielerin
- 23. Januar: Kevin Ehlers, deutscher Fußballspieler
- 24. Januar: Jelena Vujičić, montenegrinische Skirennläuferin
- 25. Januar: Simon Asta, deutscher Fußballspieler
- 25. Januar: Nikola Soldo, kroatischer Fußballspieler
- 26. Januar: Ai Ogura, japanischer Motorradrennfahrer
- 26. Januar: Daniel Zacek, deutscher Basketballspieler
- 28. Januar: Katharine Berkoff, US-amerikanische Schwimmerin
- 29. Januar: Arthur Chaves, brasilianischer Fußballspieler
- 29. Januar: Zaid Tahseen, irakischer Fußballspieler

### Februar
- 01. Februar: Shaun Maswanganyi, südafrikanischer Leichtathlet
- 04. Februar: Cassiel Rousseau, australischer Wasserspringer
- 05. Februar: Oscar Schönfelder, deutscher Fußballspieler
- 09. Februar: Eve Thomas, neuseeländische Schwimmerin
- 12. Februar: Nicolò Fagioli, italienischer Fußballspieler
- 13. Februar: Kaapo Kakko, finnischer Eishockeyspieler
- 13. Februar: Carlota Martínez Círez, spanische Tennisspielerin
- 14. Februar: Giorgi Gotscholeischwili, georgischer Fußballspieler
- 14. Februar: Klaudia Pintér, ungarische Handballspielerin
- 14. Februar: Franz Stolz, österreichischer Fußballtorhüter
- 15. Februar: Ibrahima Cissé, malischer Fußballspieler
- 15. Februar: Ryan Johansson, irisch-schwedischer Fußballspieler
- 16. Februar: Oliver Batista-Meier, deutsch-brasilianischer Fußballspieler
- 17. Februar: Niklas Tauer, deutscher Fußballspieler
- 22. Februar: Abigail Strate, kanadische Skispringerin
- 23. Februar: Tsige Duguma, äthiopische Mittelstreckenläuferin
- 23. Februar: Rinky Hijikata, australischer Tennisspieler
- 24. Februar: Benjamín Galdames, mexikanisch-chilenischer Fußballspieler
- 25. Februar: Noha Hany, ägyptische Florettfechterin
- 27. Februar: Radii Caisin, deutscher Basketballspieler
- 27. Februar: Luca Unbehaun, deutscher Fußballtorwart
- 28. Februar: Berihu Aregawi, äthiopischer Leichtathlet

### März
- 01. März: Vanessa Leimenstoll, deutsche Fußballspielerin
- 03. März: Tom Gaal, deutscher Fußballspieler
- 05. März: Tim Maciejewski, deutscher Fußballspieler
- 06. März: Mateus Moraes, brasilianischer Fußballspieler
- 06. März: Zoi Sadowski-Synnott, neuseeländische Snowboarderin
- 07. März: Frederik Jäkel, deutscher Fußballspieler
- 09. März: Manuel Ataide, osttimoresischer Leichtathlet
- 10. März: Mateusz Bereźnicki, polnischer Boxer
- 13. März: Michał Karbownik, polnischer Fußballspieler
- 14. März: Péter Beke, ungarischer Fußballspieler
- 16. März: Sacha Bansé, burkinischer Fußballspieler
- 21. März: Mathias Olesen, luxemburgisch-dänischer Fußballspieler
- 22. März: Jennifer Echegini, nigerianisch-englische Fußballspielerin
- 22. März: Moritz Schulze, deutscher Fußballtorhüter
- 24. März: Eduard Probst, deutsch-russischer Fußballspieler
- 24. März: Jan Shcherbakovski, deutscher Fußballspieler
- 27. März: Jannis Rabold, deutscher Fußballspieler
- 29. März: Lena Ivančok, österreichische Handballtorhüterin
- 30. März: Mohamed Daouda Tolo, saudi-arabischer Leichtathlet
- 31. März: Jérémie Lararaudeuse, mauritischer Leichtathlet

### April
- 02. April: Philipp Preto, deutscher Eishockeyspieler
- 06. April: Joshua Steiger, österreichischer Fußballspieler
- 07. April: Kim Mi-rae, nordkoreanische Wasserspringerin
- 07. April: Kayla Sanchez, philippinisch-kanadische Schwimmerin
- 10. April: Lushomo Mweemba, sambische Fußballspielerin
- 12. April: Anna Twardosz, polnische Skispringerin
- 13. April: Noah Katterbach, deutscher Fußballspieler
- 14. April: Park Kyu-hyun, südkoreanischer Fußballspieler
- 14. April: Lulu Sun, neuseeländisch-schweizerische Tennisspielerin
- 16. April: Marie Reichert, deutsche Basketballspielerin
- 18. April: Adrian Gantenbein, Schweizer Fußballspieler
- 18. April: Mia Gross, australische Leichtathletin
- 21. April: Justus Hollatz, deutscher Basketballspieler
- 22. April: Morgan Boyes, walisischer Fußballspieler
- 22. April: Bradley Lestrade, Schweizer Leichtathlet
- 23. April: Ibrahim Adel, ägyptischer Fußballspieler
- 25. April: Immanuël Pherai, surinamisch-niederländischer Fußballspieler
- 30. April: Winzar Kakiouea, nauruischer Leichtathlet
- 30. April: Letícia Lima, brasilianische Leichtathletin

### Mai
- 04. Mai: Uljana Perebinossowa, russische Kunstturnerin
- 07. Mai: Hester Jasper, niederländische Volleyballspielerin
- 16. Mai: Katra Komar, slowenische Skispringerin
- 18. Mai: Anass Essayi, marokkanischer Leichtathlet
- 18. Mai: Onno Möller, deutscher Volleyballspieler
- 21. Mai: Adriana Wełna, polnische Volleyballspielerin
- 24. Mai: Marlon Mustapha, österreichischer Fußballspieler
- 24. Mai: Strahinja Pavlović, serbischer Fußballspieler
- 25. Mai: Mustafa Saadoon, irakischer Fußballspieler
- 30. Mai: Aoto Suzuki, japanischer Leichtathlet
- 31. Mai: Iga Świątek, polnische Tennisspielerin

### Juni
- 01. Juni: Marvin Jüngel, deutscher Springreiter
- 02. Juni: Max Brandt, deutscher Fußballspieler
- 04. Juni: Jacob Krop, kenianischer Leichtathlet
- 05. Juni: Sarah Chelangat, ugandische Leichtathletin
- 05. Juni: Muntadher Mohammed, irakischer Fußballspieler
- 07. Juni: Andreea Mezdrea, rumänische Biathletin
- 07. Juni: Arttu Pohjola, finnischer Skispringer
- 07. Juni: Federica Rossi, italienische Tennisspielerin
- 08. Juni: Truls Gisselman, schwedischer Skilangläufer
- 11. Juni: Worknesh Mesele, äthiopische Leichtathletin
- 11. Juni: Nicholas Spinelli, italienischer Motorradrennfahrer
- 11. Juni: Ben Waine, neuseeländisch-englischer Fußballspieler
- 17. Juni: Lena Hentschel, deutsche Wasserspringerin
- 18. Juni: Olivia Brett, neuseeländische Kanutin
- 19. Juni: Zaid Kareem, jordanischer Taekwondoin
- 21. Juni: Connor Bell, neuseeländischer Leichtathlet
- 21. Juni: Vanderson, brasilianischer Fußballspieler
- 23. Juni: Brooklyn Ezeh, deutsch-nigerianischer Fußballspieler
- 23. Juni: Jonas Michelbrink, deutsch-litauischer Fußballspieler
- 25. Juni: Jacob Christensen, dänischer Fußballspieler
- 26. Juni: Anna Leat, neuseeländische Fußballspielerin
- 26. Juni: Iwan Litwinowitsch, belarussischer Trampolinturner
- 28. Juni: Jan Reichert, deutscher Fußballspieler
- 29. Juni: Ajla Bašić, bosnische Leichtathletin

### Juli
- 01. Juli: Ochumba Lubandji, sambische Fußballspielerin
- 03. Juli: Abbey Caldwell, australische Leichtathletin
- 03. Juli: Denis Huseinbašić, bosnisch-deutscher Fußballspieler
- 04. Juli: Rebecca Henderson, australische Geherin, Triathletin und Freiwasserschwimmerin
- 05. Juli: Miray Cin, deutsch-türkische Fußballspielerin
- 07. Juli: Gabi Rennie, neuseeländische Fußballspielerin
- 08. Juli: Kennedy Luchembe, sambischer Leichtathlet
- 08. Juli: Luisa Scherer, deutsche Handballspielerin
- 09. Juli: Tom Edwards, australischer Motorradrennfahrer
- 11. Juli: Leon Robinson, deutscher Fußballspieler
- 12. Juli: Kaylee McKeown, australische Schwimmerin
- 14. Juli: Nikola Břečková, tschechische Tennisspielerin
- 14. Juli: Louis Uber, deutscher Telemarker
- 15. Juli: Kay Bruhnke, deutscher Basketballspieler
- 17. Juli: Diane Ingabire, ruandische Radrennfahrerin
- 18. Juli: Faride Alidou, deutsch-togoischer Fußballspieler
- 18. Juli: Enzo Fittipaldi, brasilianischer Automobilrennfahrer
- 23. Juli: Johan Gómez, US-amerikanisch-mexikanischer Fußballspieler
- 23. Juli: Maximilian Großer, deutscher Fußballspieler
- 24. Juli: Nils Conrad, deutscher Handballspieler
- 24. Juli: Joshua Yong, australischer Schwimmer
- 26. Juli: Leonie Patorra, deutsche Handballspielerin
- 29. Juli: Tijl De Decker, belgischer Radrennfahrer († 2023)
- 31. Juli: Tom Berger, deutscher Fußballspieler
- 31. Juli: Alexandra Walsh, US-amerikanische Schwimmerin

### August
- 01. August: Kirill Andrejewitsch Kossarew, russischer Fußballspieler
- 08. August: Tarik Gözüsirin, türkisch-deutscher Fußballspieler
- 08. August: Jabez Makanda, deutsch-angolanischer Fußballspieler
- 09. August: Jerneja Brecl, slowenische Skispringerin
- 11. August: Sanjin Pehlivanović, bosnisch-herzegowinischer Poolbillardspieler
- 13. August: Yaseen Abdalla, sudanesischer Leichtathlet
- 13. August: Jonah Fabisch, deutsch-simbabwischer Fußballspieler
- 13. August: Lars Gindorf, deutscher Fußballspieler
- 16. August: Amadou Onana, belgisch-senegalesischer Fußballspieler
- 17. August: Kim Kum-yong, nordkoreanische Tischtennisspielerin
- 18. August: Fudhil I'yadh, singapurischer Fußballspieler
- 20. August: Saba Purzeladse, georgischer Tennisspieler
- 20. August: Boubacar Traoré, malischer Fußballspieler
- 23. August: Catia Gubelmann, Schweizer Leichtathletin
- 24. August: Ana Paula Ruvalcaba, mexikanische Fußballtorhüterin
- 27. August: John Cabang, philippinischer Leichtathlet
- 27. August: Franz Wagner, deutscher Basketballspieler
- 28. August: Lina Köster, deutsche Volleyballspielerin
- 28. August: Leo Oppermann, deutscher Fußballtorhüter
- 28. August: Uladsislau Schopik, belarussischer Poolbillardspieler
- 28. August: Lucas Wolf, deutscher Fußballspieler

### September
- 01. September: Joseph Brys, belgischer Leichtathlet (* 1927)
- 06. September: Marta Levinska, lettische Volleyballspielerin
- 07. September: Jason Dupasquier, Schweizer Motorradrennfahrer († 2021)
- 11. September: Joseph Fahnbulleh, liberianisch-US-amerikanischer Leichtathlet
- 12. September: Wladyslaw Schepeljew, ukrainischer Leichtathlet
- 13. September: Ransford Königsdörffer, deutsch-ghanaischer Fußballspieler
- 14. September: Alaba Akintola, nigerianischer Leichtathlet
- 17. September: Nina Räcke, deutsche Fußballspielerin
- 17. September: Simon Stehle, deutscher Fußballspieler
- 18. September: Tim Walbrecht, deutscher Fußballspieler
- 19. September: Jaroslawa Mahutschich, ukrainische Hochspringerin
- 19. September: Jona Niemiec, deutsch-polnischer Fußballspieler
- 20. September: Charlotte Grant, australische Fußballspielerin
- 21. September: Tobias Eisenhuth, deutscher Fußballspieler
- 22. September: Ayumu Iwasa, japanischer Automobilrennfahrer
- 23. September: Marco Rossi, österreichischer Eishockeyspieler
- 23. September: Safiya Al Sayegh, Radrennfahrerin aus den Vereinigten Arabischen Emiraten
- 24. September: Valgeir Lunddal Friðriksson, isländischer Fußballspieler
- 25. September: Bryan Hein, deutscher Fußballspieler

### Oktober
- 03. Oktober: C. J. Stroud, US-amerikanischer American-Football-Spieler
- 04. Oktober: Adam Spencer, australischer Leichtathlet
- 05. Oktober: Daniel Kyerewaa, deutsch-ghanaischer Fußballspieler
- 06. Oktober: Muntadher Abdulameer, irakischer Fußballspieler
- 07. Oktober: Alex Mitchell, englischer Fußballspieler
- 08. Oktober: Donny Bogićević, deutsch-kroatischer Fußballspieler
- 10. Oktober: Julian Kania, deutscher Fußballspieler
- 11. Oktober: Daniel Maldini, italienischer Fußballspieler
- 13. Oktober: Celestino Vietti, italienischer Motorradrennfahrer
- 20. Oktober: Justin Boulais, kanadischer Tennisspieler
- 21. Oktober: Matteo Bianchi, italienischer Radsportler
- 21. Oktober: Vanessa Fudalla, deutsche Fußballspielerin
- 22. Oktober: Dominique Mulamba, kongolesischer Leichtathlet
- 22. Oktober: Connor Murphy, australischer Leichtathlet
- 23. Oktober: Mohamadou Lamine Ba, malischer Fußballspieler
- 24. Oktober: Sina Herrmann, deutsche Tennisspielerin
- 25. Oktober: Veer Chotrani, indischer Squashspieler
- 25. Oktober: Kinga Gacka, polnische Sprinterin
- 25. Oktober: Marita Kramer, österreichische Skispringerin
- 25. Oktober: Keegan Hornblow, neuseeländischer Radrennfahrer
- 30. Oktober: Laurin Curda, deutscher Fußballspieler

### November
- 02. November: Lara Berger, deutsche Volleyballspielerin
- 02. November: Omar Sijarić, montenegrinischer Fußballspieler
- 03. November: Hailey Baptiste, US-amerikanische Tennisspielerin
- 03. November: Ousmane Camara, guineischer Fußballspieler
- 03. November: Matthias Gragger, österreichischer Fußballspieler
- 05. November: Kiera Gazzard, australische Synchronschwimmerin
- 07. November: Mariam Dalakischwili, georgische Tennisspielerin
- 08. November: Laetitia Quist, deutsche Handballspielerin
- 11. November: Kolja Oudenne, schwedisch-deutscher Fußballspieler
- 11. November: Francois Prinsloo, südafrikanischer Leichtathlet
- 15. November: Jeremy Alcoba, spanischer Motorradrennfahrer
- 16. November: Mialitiana Clerc, madagassisch-französische Skirennläuferin
- 16. November: Rahel Daniel, eritreische Leichtathletin
- 16. November: Oliver Villadsen, dänischer Fußballspieler
- 20. November: Charlie Senior, australischer Boxer
- 22. November: Kamila Karpiel, polnische Skispringerin
- 24. November: Syarifuddin Azman, malaysischer Motorradrennfahrer
- 24. November: Noemi Peschel, deutsche Rhythmische Sportgymnastin
- 26. November: Marvin Seybold, deutscher Fußballspieler
- 26. November: Xurshidabonu Xolliyeva, usbekische Hürdenläuferin
- 29. November: Lomi Muleta, äthiopische Leichtathletin

### Dezember
- 01. Dezember: Carole Monnet, französische Tennisspielerin
- 02. Dezember: Nicolas Heinrich, deutscher Radrennfahrer
- 04. Dezember: Nicolò Rovella, italienischer Fußballspieler
- 05. Dezember: Rosemary Chukwuma, nigerianische Leichtathletin
- 07. Dezember: Youssef Abouelhassan, ägyptischer Radrennfahrer
- 07. Dezember: Joseph Green, Leichtathlet aus Guam
- 09. Dezember: Gift Monday, nigerianische Fußballspielerin
- 10. Dezember: Sam Sutton, neuseeländisch-englischer Fußballspieler
- 12. Dezember: Oscar Chelimo, ugandischer Leichtathlet
- 14. Dezember: Batbajaryn Enchchüslen, mongolische Schwimmerin
- 17. Dezember: Abde Ezzalzouli, marokkanischer Fußballspieler
- 18. Dezember: Aifa Azman, malaysische Squashspielerin
- 18. Dezember: Kim Cadzow, neuseeländische Radrennfahrerin
- 20. Dezember: Makanakaishe Charamba, simbabwischer Leichtathlet
- 20. Dezember: Indiah-Paige Riley, neuseeländische Fußballspielerin
- 23. Dezember: Rose Yeboah, ghanaische Leichtathletin
- 26. Dezember: Charlize Andrews, australische Wasserballspielerin
- 27. Dezember: Samara Maxwell, neuseeländische Mountainbikerin
- 27. Dezember: Lukas Märtens, deutscher Schwimmer
- 31. Dezember: Zakaria El Ouahdi, marokkanisch-belgischer Fußballspieler

## Gestorben

### Januar
- 04. Januar: Perry Schwartz, US-amerikanischer American-Football-Spieler (* 1915)
- 10. Januar: John Ditlev-Simonsen, norwegischer Segler (* 1898)
- 11. Januar: Louis Krages, deutscher Automobilrennfahrer und Geschäftsmann (* 1949)
- 11. Januar: Victor Pickard, kanadischer Leichtathlet (* 1903)
- 12. Januar: Adhemar da Silva, brasilianischer Dreispringer (* 1927)
- 14. Januar: Vic Wilson, britischer Automobilrennfahrer (* 1931)
- 16. Januar: Ibrahim Shams, ägyptischer Gewichtheber (* 2001)
- 17. Januar: Willy Daetwyler, Schweizer Automobilrennfahrer und Unternehmer (* 1919)
- 17. Januar: Sigurd Vestad, norwegischer Skilangläufer (* 1907)
- 18. Januar: Boris Stenin, russischer Eisschnellläufer (* 1935)
- 26. Januar: Robert Bouharde, französischer Automobilrennfahrer (* 1922)
- 27. Januar: Calvert Strong, US-amerikanischer Wasserballspieler (* 1907)

### Februar
- 06. Februar: Folke Lind, schwedischer Fußballspieler (* 1913)
- 14. Februar: Ali Artuner, türkischer Fußballtorhüter (* 1944)
- 15. Februar: Folke Skoog, schwedisch-US-amerikanischer Leichtathlet (* 1908)
- 18. Februar: Dale Earnhardt, US-amerikanischer Rennfahrer (* 1951)
- 20. Februar: Nam Sung-yong, japanischer Leichtathlet (* 1912)
- 21. Februar: Philip Sandblom, schwedischer Segler (* 1903)
- 23. Februar: Sergio Mantovani, italienischer Automobilrennfahrer (* 1929)
- 26. Februar: Duke Nalon, US-amerikanischer Automobilrennfahrer (* 1913)
- 27. Februar: Jean-Louis Ricci, französischer Automobilrennfahrer (* 1944)

### März
- 04. März: Clyde Coffman, US-amerikanischer Leichtathlet (* 1911)
- 09. März: Henry Jonsson, schwedischer Leichtathlet (* 1912)
- 12. März: Alan Greene, US-amerikanischer Wasserspringer (* 1911)
- 17. März: Richard Steere, US-amerikanischer Fechter (* 1909)
- 17. März: Sinaida Woronina, russisch-sowjetische Kunstturnerin und Olympiasiegerin (* 1947)
- 21. März: Wim van der Kroft, niederländischer Kanute (* 1916)
- 24. März: Oimatsu Kazuyoshi, japanischer Eiskunstläufer und Eiskunstlauftrainer (* 1911)
- 28. März: George Connor, US-amerikanischer Automobilrennfahrer (* 1906)
- 28. März: Constantin von Liechtenstein, liechtensteinischer Skirennläufer (* 1911)
- 000März: Lilian Palmer, kanadische Leichtathletin (* 1913)

### April
- 05. April: Aldo Olivieri, italienischer Fußballspieler und -trainer (* 1910)
- 06. April: Heinz Eichholz, deutscher Ruderer (* 1927)
- 15. April: Harry Prieste, US-amerikanischer Wasserspringer (* 1896)
- 16. April: Horace Gwynne, kanadischer Boxer (* 1912)
- 19. April: Walter Bowden, US-amerikanischer Handballspieler (* 1910)
- 19. April: Kurt Ott, Schweizer Radrennfahrer (* 1912)
- 21. April: Erna Boeck, deutsche Leichtathletin (* 1911)
- 23. April: Lennart Atterwall, schwedischer Leichtathlet (* 1911)
- 25. April: Michele Alboreto, italienischer Automobilrennfahrer (* 1956)
- 25. April: Günter Wilmovius, deutscher Fußballspieler (* 1929)
- 29. April: Andy Phillip, US-amerikanischer Basketballspieler (* 1922)
- 30. April: Andreas Kupfer, deutscher Fußballspieler (* 1914)
- 000April: Hilda Cameron, kanadische Leichtathletin (* 1912)

### Mai
- 02. Mai: Klement Steinmetz, österreichischer Fußballspieler (* 1915)
- 05. Mai: Bill Homeier, US-amerikanischer Automobilrennfahrer (* 1918)
- 06. Mai: René Bondoux, französischer Fechter (* 1905)
- 06. Mai: Alfred Hartmann, deutscher Motorrad- und Automobilrennfahrer, Motortuner sowie Unternehmer (* 1910)
- 12. Mai: Willy Gysi, Schweizer Handballspieler (* 1918)
- 14. Mai: Mortimer Morris-Goodall, britischer Automobilrennfahrer (* 1907)
- 14. Mai: Ettore Puricelli, uruguayisch-italienischer Fußballspieler und -trainer (* 1916)
- 16. Mai: Michel Viaud, französischer Ruderer (* 1940)
- 19. Mai: Josef Haunzwickel, österreichischer Leichtathlet (* 1915)
- 26. Mai: Vittorio Brambilla, italienischer Motorrad- und Automobilrennfahrer (* 1937)

### Juni
- 02. Juni: Joey Maxim, US-amerikanischer Boxer (* 1922)
- 06. Juni: Emmy Putzinger, österreichische Eiskunstläuferin (* 1921)
- 12. Juni: Paula Wiesinger, Bergsteigerin und Skirennläuferin (* 1907)
- 13. Juni: Luise Krüger, deutsche Leichtathletin (* 1915)
- 19. Juni: Jerry Cornes, britischer Leichtathlet (* 1910)
- 20. Juni: Viktor Zsuffka, ungarischer Leichtathlet (* 1910)
- 22. Juni: Luis Carniglia, argentinischer Fußballspieler und -trainer (* 1917)
- 24. Juni: Louis Klemantaski, britischer Automobilrennfahrer und Fotograf (* 1907)
- 25. Juni: Hans Dürst, Schweizer Eishockeyspieler (* 1921)

### Juli
- 01. Juli: Horst Ritter, deutscher Fußballspieler und Hornist (* 1925)
- 08. Juli: Ernst Baier, deutscher Eiskunstläufer (* 1905)
- 08. Juli: Christl Haas, österreichische Skirennläuferin (* 1943)
- 08. Juli: William Kuhlemeier, US-amerikanischer Turner (* 1908)
- 09. Juli: İbrahim Tusder, türkischer Fußballspieler und -trainer (* 1915)
- 10. Juli: Giulio Gerardi, italienischer Skilangläufer (* 1912)
- 11. Juli: Joseph Crockett, US-amerikanischer Sportschütze (* 1905)
- 14. Juli: John Lax, US-amerikanischer Eishockeyspieler (* 1911)
- 17. Juli: Wilhelm Simetsreiter, deutscher Fußballspieler (* 1915)
- 19. Juli: Karl-Heinz Becker, deutscher Leichtathlet (* 1912)
- 19. Juli: Charles Thomas King, britischer Radrennfahrer (* 1911)
- 24. Juli: Rezső Bartha, ungarischer Moderner Fünfkämpfer und Fechter (* 1912)

### August
- 01. August: Jay Chamberlain, US-amerikanischer Automobilrennfahrer (* 1925)
- 01. August: Mario Perazzolo, italienischer Fußballspieler und -trainer (* 1911)
- 01. August: Karol Szenajch, polnischer Eishockeyspieler (* 1907)
- 02. August: Valerie Davies, britische Schwimmerin (* 1912)
- 05. August: Bahne Rabe, deutscher Ruderer (* 1963)
- 06. August: Nils Svärd, schwedischer Skilangläufer (* 1908)
- 09. August: Albino Milani, italienischer Motorradrennfahrer (* 1910)
- 13. August: Joachim Albrecht von Bethmann-Hollweg, deutscher Eishockeyspieler (* 1911)
- 13. August: Stanley West, britischer Leichtathlet (* 1913)
- 17. August: Hermann Steuri, Schweizer Bergführer und Skirennfahrer (* 1909)
- 25. August: Ken Tyrrell, britischer Rennfahrer und Gründer des Tyrrell-Formel-1-Teams (* 1924)
- 27. August: Herman Kunnen, belgischer Leichtathlet (* 1925)
- 28. August: Käthe Grasegger, deutsche Skirennläuferin (* 1917)

### September
- 03. September: Harry McKibbin, irischer Rugbyspieler und Funktionär (* 1915)
- 11. September: Aurelio Genghini, italienischer Leichtathlet (* 1907)
- 13. September: Jaroslav Drobný, tschechoslowakischer Tennis- und Eishockeyspieler (* 1921)
- 15. September: Herbert Burdenski, deutscher Fußballspieler und -trainer (* 1922)
- 16. September: Donald Hume, US-amerikanischer Ruderer (* 1915)
- 24. September: Herbert Klein, deutscher Schwimmer (* 1923)

### Oktober
- 13. Oktober: Fritz Fromm, deutscher Handballspieler und -trainer (* 1913)
- 15. Oktober: Edmund Plambeck, deutscher Sportfunktionär (* 1913)
- 15. Oktober: Bent Tomtum, norwegischer Skispringer (* 1949)
- 21. Oktober: Mieczysław Kasprzycki, polnischer Eishockeyspieler und -trainer (* 1910)
- 23. Oktober: Ken Aston, britischer Fußballschiedsrichter (* 1915)
- 23. Oktober: Gerd Mehl, deutscher Sportreporter (* 1922)
- 31. Oktober: Régine Cavagnoud, französische Skirennläuferin (* 1970)

### November
- 02. November: Thomas Schleicher, österreichischer Judoka (* 1972)
- 19. November: Lucien Vincent, französischer Automobilrennfahrer (* 1909)
- 25. November: Joel Ramqvist, schwedischer Kanute (* 1909)
- 25. November: Erna Steuri, Schweizer Skirennfahrerin (* 1917)
- 27. November: Marguerite Nicolas, französische Leichtathletin (* 1916)
- 30. November: Käthe Köhler, deutsche Wasserspringerin (* 1913)

### Dezember
- 05. Dezember: Bill Roberts, britischer Leichtathlet (* 1912)
- 24. Dezember: Harvey Martin, US-amerikanischer American-Football-Spieler (* 1950)
- 27. Dezember: Karl Oerdögh, österreichischer Eishockeytorwart und Hockeyspieler, Hockeytrainer und Eishockeyschiedsrichter (* 1908)
- 30. Dezember: Vladislav Čáp, tschechoslowakischer Eiskunstläufer, Eiskunstlaufschiedsrichter und Sportfunktionär (* 1926)